# Catedral de San Esteban (Agda)
La catedral de San Esteban o simplemente catedral de Agda (en francés: Cathédrale Saint-Étienne d'Agde) es una antigua catedral medieval francesa situada en Agda, en el departamento de Hérault, en el sur de Francia. La catedral está dedicada a San Esteban, y se encuentra a orillas del río Hérault.
Fue antiguamente la sede de los obispos de Agde, el último de los cuales, Charles-François-Siméon de Rouvroy de Saint-Simon de Vermandois de Sandricourt, fue guillotinado durante el Terror. La sede no fue restaurada después de la Revolución Francesa y por el Concordato de 1801 sus parroquias se sumaron a la diócesis de Montpellier.

## Historia
El edificio actual fue construido en el siglo XII, a partir de 1173 bajo la dirección del obispo Guillermo II de Agde, y reemplazó a una iglesia carolingia del siglo IX que se encontraba sobre los cimientos de una iglesia romana del siglo V, antiguamente un templo de Diana.

## Descripción
La catedral es notable por haber sido construida de basalto negro de las cercanas montanas volcánicas del Monte Saint-Loup. El edificio es extremadamente fuerte y fue diseñado para servir tanto como fortaleza y como una iglesia: las paredes tienen entre 2 y 3 metros de espesor, y la torre cuadrada, de 35 metros de altura, también podría funcionar como un torreón. Los merlones y los matacanes son muy prominentes, y otra vez, más característicos de una fortaleza que de una iglesia. Fue declarado monumento histórico en 1840.

## El antiguo claustro
El claustro románico contiguo a la catedral fue destruido en 1857. Es con elementos del claustro destruido, como los capiteles y pequeñas columnas, que se construiría poco después la capilla de Notre Dame, la actual entrada a la Catedral.

## Véase también

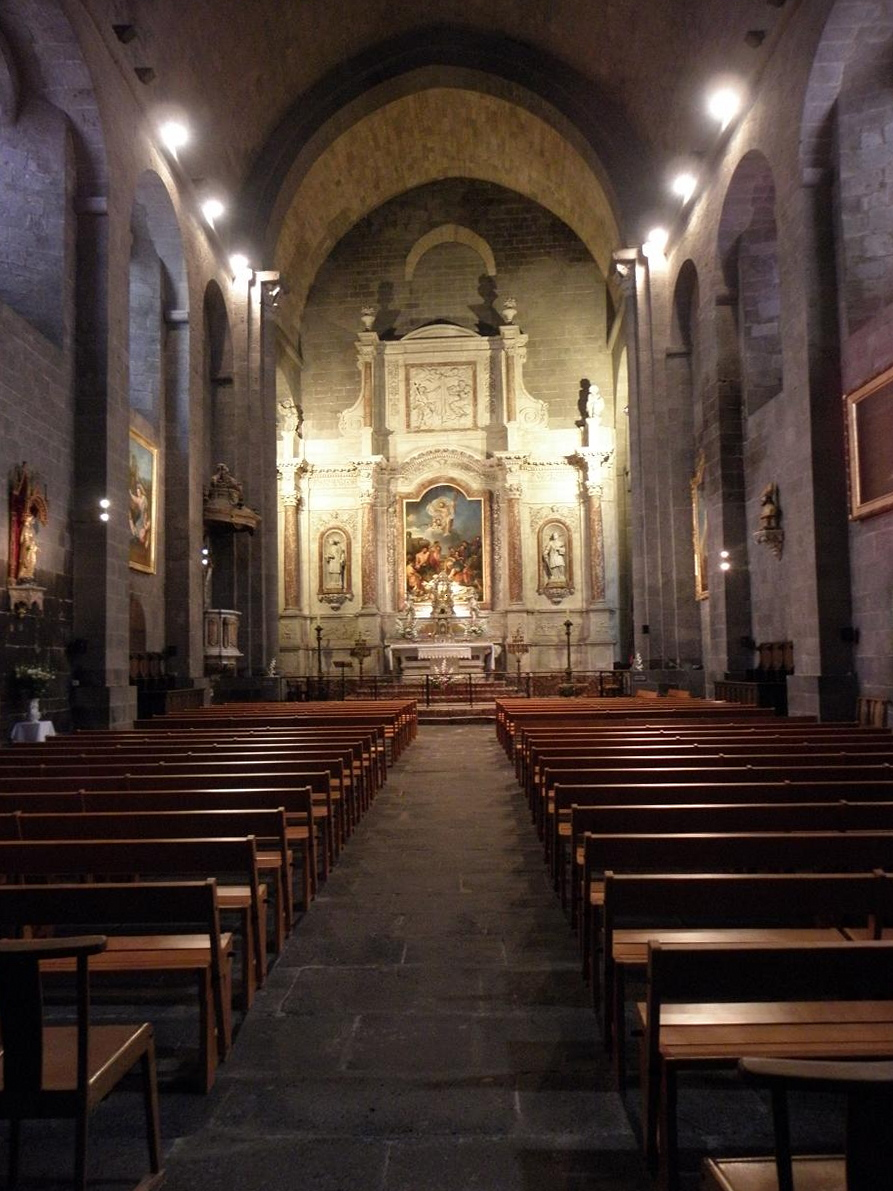
Vista interna